# Az angyalok városa
Az angyalok városa (eredeti címe: Angel Town) 1990-ben bemutatott amerikai harcművészeti film, amelyet Eric Karson rendezett. A forgatókönyvet S. N. Warren készítette. A főbb szerepekben Olivier Gruner és Theresa Saldana. 1990. február 23-án mutatták be az Egyesült Államokban, a magyar bemutató dátumáról nincs információ.

## Cselekmény
Jacques Montaigne egy francia diák, aki Los Angelesbe utazik, hogy egyetemen tanuljon, és egy bunyóscsapatnál edzősködjön. A szállásnál azonban lemarad a jó helyekről, és kénytelen a rosszabb hírű környéken meghúzni magát Mariánál és kisfiánál. Egy egyetemi buli után összeakaszkodik a két szomszéddal, Chuyjal és Jesusszal, akik bandatagjaival megpróbálják ellátni a baját. Jacques harcművészeti tehetsége elnyeri a szemközt lakó veteránnak, Franknek a tetszését. Mikor a bandavezér Angel be akarja toborozni Maria fiát, Martint, Jacques úgy dönt, hogy tanítani fogja a fiút.
Egy rajtaütésnél Martin nagymamája szívrohamot kap, és meghal a kórházban. Jacques felveszi a kapcsolatot régi barátjával, Henryvel és feleségével, hogy segítsenek megvédeni a családot. Angel újabb akciója feldühíti a férfit, és megfenyegeti Angelt. A bandavezér cserébe egy véres hullát hagy a hálószobájában, és megkezdődik köztük a háború. Martin felfegyverkezik a veterán Frank segítségével, és tüzet nyit a támadó bandatagokra. A lőszer elfogytával Jacques és barátai megérkeznek, akik elintézik Angel cinkosait. A bandavezér ellen végül Martinnak kell kiállnia, akinek sikerül felül kerekednie a férfin. Rendőrök érkeznek a helyszínre.

## Szereplők
| Szerep              | Színész          | Magyar hang   |
| ------------------- | ---------------- | ------------- |
| Jacques             | Olivier Gruner   | Sztarenki Pál |
| Maria               | Theresa Saldana  | Csere Ágnes   |
| Martin              | Frank Aragon     | Hamvas Dániel |
| Henry               | Peter Kwong      | Kassai Károly |
| Angel Diaz          | Tony Valentino   | Balázsi Gyula |
| Frank               | Mike Moroff      | Kristóf Tibor |
| nagymama            | Lupe Amador      | Tanai Bella   |
| Jesus               | Daniel Villareal |               |
| Chuy                | Jim Jaimes       |               |
| Sara                | Robin Harlan     |               |
| Stoner              | Gregory Cruz     |               |
| Angel sofőrje       | Claudine Penedo  |               |
| Stoner sofőrje      | Mark Dacascos    |               |
| Mr Park             | Bruce Locke      |               |
| végzősök igazgatója | William Bassett  |               |
| Henry feketeövese   | Stuart Quan      |               |

## Fogadtatás

### Kritikai visszhang
A Rotten Tomatoeson nem gyűlt össze elég kritika a minősítéshez. Caryn James a New York Timestól azt írta: „A legjobb, amit Az angyalok városáról el lehet mondani, hogy kevésbé erőszakos, mint amilyen lehetett volna. Legalább a hősnő megerőszakolása és egy hátborzongató gyilkosság a kamerán kívül történik. A legrosszabb az, hogy ez az állítólag nagy energiájú film, amelynek akciójeleneteit úgy vágták meg, hogy a mutatványok feltűnőek legyenek, olyan drámai, mintha egy végzős diák oldana meg egy matematikai egyenletet.” Kevin Thomas a Los Angeles Timestól azt írta: „Az angyalok városa az elején némi kizsákmányolós filmes energiával dolgozik, de ez elhúzódó zűrzavarba torkollik.” A Horror Society weboldalán azt írták: „Összességében Az angyalok városa az a durva akciófilm, amelyet sokan kölcsönöztek a 80-as évek végén és a 90-es évek elején. A történet semmi különös, de ha egy kis agyatlan szórakozásra vágysz, akkor működik.”

### Bevétel adatai
A Box Office Mojo szerint a film 855 ezer dolláros bevételre tett szert, a költségvetésről nincs adat.